# Lucius Baebius Iuncinus
Lucius Baebius Iuncinus (vollständige Namensform Lucius Baebius Luci filius Galeria Iuncinus) war ein im 1. Jahrhundert n. Chr. lebender Angehöriger des römischen Ritterstandes (Eques). Durch eine Inschrift sind einzelne Stationen seiner Laufbahn bekannt. Seine Laufbahn ist in der Inschrift in aufsteigender Reihenfolge wiedergegeben.
Iuncinus war zunächst Praefectus fabrum. Im Anschluss folgte seine militärische Laufbahn, die aus den für einen Angehörigen des Ritterstandes üblichen Tres militiae bestand. Er übernahm zunächst als Präfekt die Leitung der Cohors IIII Raetorum. Danach wurde er Tribun in der Legio XXII Deiotariana, die in der Provinz Aegyptus stationiert war. Den Abschluss bildete das Kommando als Präfekt einer Ala Astyrum; dabei handelt es sich wahrscheinlich um die Ala I Asturum, die in Moesia inferior stationiert war.
Nach Beendigung seiner militärischen Laufbahn wurde Iuncinus zunächst Präfekt des Transportwesens (praefectus vehiculorum); dieser Posten war mit einem Jahreseinkommen von 100.000 Sesterzen verbunden. Danach war er iuridicus Aegypti; dieser Posten war mit einem Jahreseinkommen von 200.000 Sesterzen verbunden.
Iuncinus war in der Tribus Galeria eingeschrieben; er stammte vermutlich aus Messana, dem heutigen Messina, wo auch seine Inschrift gefunden wurde. Einer seiner Nachfahren, Lucius Baebius Aurelius Iuncinus wurde 211/213 Präfekt von Ägypten.